# Prignitzer Nachrichten
Die Prignitzer Nachrichten – Kreisblatt für die Westprignitz waren eine deutsche Tageszeitung.
Die Zeitung erschien von 1882 bis 1941 in Perleberg. Sie galt 1912 als konservativ, regierungsnah mit einer täglichen Auflage von 4.500 Exemplaren und zeitweilig (1929 bis 1936) dem Bad Wilsnacker Anzeiger als Regionalausgabe.
Ab 1947 erschien wöchentlich unter dem gleichen Namen das „amtliche Nachrichtenblatt für den Kreis Westprignitz / hrsg.: vom Informationsdienst des Kreises Westprignitz“.